# Дьяков, Анатолий Фёдорович
Анато́лий Фёдорович Дьяко́в (10 ноября 1936, станица Марьинская Ставропольского края, СССР — 12 августа 2015, Киль, Германия) — советский и российский энергетик, министр топлива и энергетики РСФСР (13 мая — 10 ноября 1991), президент (1992—1997) и председатель совета директоров (1997—1998) РАО «ЕЭС России». Доктор технических наук, профессор. Член-корреспондент РАН (с 1994).

## Биография
Родился 10 ноября 1936 года в станице Марьинской в семье казака.
В 1959 году окончил электромеханический факультет Северо-Кавказского горно-металлургического института (специальность «горная электромеханика», квалификация — инженер-электромеханик).
Первый год после окончания института работал электромехаником и главным энергетиком рудника Башкирского медно-серного комбината.
В 1960 году вернулся в Ставропольский край и стал инженером центральной службы релейной защиты, автоматики и измерений Ставропольэнерго. За 17 лет прошёл путь от инженера до главного инженера — заместителя управляющего Ставропольэнерго.
В 1977 году переведён в Москву и назначен главным инженером — заместителем начальника Государственной инспекции по эксплуатации электрических сетей и станций Министерства энергетики и электрификации СССР. Позже стал начальником главка «Главвостокэнерго» Министерства энергетики и электрификации СССР. С 1984 года — заместитель министра энергетики и электрификации СССР.
13 мая 1991 года был назначен первым министром топлива и энергетики РСФСР. Формально министерство было создано ещё в феврале, однако на протяжении 3-х месяцев пост министра оставался вакантным. 9 сентября 1991 года переутверждён в должности министра.
В ноябре 1991 года был назначен заместителем министра топлива и энергетики РСФСР — председателем Комитета электроэнергетики Министерства топлива и энергетики РСФСР. После отставки в конце ноября 1991 года последнего министра энергетики и электрификации СССР Ю. К. Семёнова к комитету Дьякова перешло государственное управление всей энергосистемой страны (за исключением атомных электростанций).
С середины 1992 года начался процесс частичной приватизации энергосистемы: серией решений президента и правительства России было создано Российское акционерное общество «Единая энергетическая система России» (РАО «ЕЭС России», или просто РАО ЕЭС), которому были переданы функции управления электроэнергетикой. 1 декабря 1992 года Дьяков был назначен президентом РАО ЕЭС, а 22 февраля 1993 года был также утверждён председателем совета директоров компании.
Был членом коллегии Министерства топлива и энергетики Российский Федерации (6 марта 1993 — 13 ноября 1998), членом Федеральной энергетической комиссии РФ (25 марта 1994 — 13 августа 1996) и членом Межведомственной коллегии экспертов при Федеральной энергетической комиссии РФ (с 13 августа 1996).
В 1993—1997 годах был президентом Электроэнергетического Совета (ЭЭС) СНГ.
25 февраля 1994 года получил строгий выговор от председателя правительства Виктора Черномырдина — «за неоправданное завышение тарифов на электрическую энергию в первом квартале 1994 года».
В мае 1994 года избран членом-корреспондентом Российской академии наук. С 1995 года был заведующим кафедрой релейной защиты и автоматики энергетических систем Московского энергетического института.
30 мая 1997 года очередное собрание акционеров РАО ЕЭС приняло решения о ликвидации поста президента и введении должности председателя правления, а также о разделении постов председателя правления и председателя совета директоров (с 1996 года такое совмещение постов перестало допускаться законодательством). Председателем правления РАО был избран 29-летний Борис Бревнов — соратник первого вице-премьера Борис Немцова, курировавшего тогда в правительстве топливно-энергетический комплекс. Дьякову же остался пост председателя совета директоров, и от текущего руководства компанией он оказался отстранён.
27 января 1998 года Бревнов на заседании правительственной комиссии был подвергнут резкой критике за неэффективность управления, после чего Дьяков попытался решением совета директоров сместить его с поста председателя правления. Однако действия Дьякова не были поддержаны правительством, и на следующий день его кабинет в здании РАО ЕЭС был опечатан, а пропуск аннулирован. Тем не менее, до внеочередного собрания акционеров РАО ЕЭС, назначенного на 4 апреля 1998 года, Дьяков формально оставался на своём посту. В новый состав совета директоров он не вошёл, а за день до собрания, 3 апреля 1998 года, был лишён своего поста и Бревнов.
Впоследствии занимал должности советника председателя правления РАО ЕЭС А. Б. Чубайса, председателя научно-технического совета РАО ЕЭС, президента — научного руководителя Инженерного центра Единой энергетической системы.
Скончался 12 августа 2015 года. Похоронен на Троекуровском кладбище (16 участок).

## Хоккейная деятельность
В 1996 году по инициативе президента ФХР Валентина Сыча была образована Российская хоккейная лига (РХЛ). По согласованию с председателем Правительства России Виктором Черномырдиным куратором проекта стала компания РАО ЕЭС.
17 апреля 1996 года в Москве состоялась учредительная конференция РХЛ, на которой А. Ф. Дьяков был избран Президентом (первым и единственным) новой лиги. В этой должности он проработал до 30 июня 1999 года, когда Лига фактически была ликвидирована (официально ликвидация произошла в 2000 году).
Также в 1996—1999 гг. возглавлял Фонд поддержки российского хоккея.

## Награды
Государственные и правительственные
- Орден Трудового Красного Знамени (1977)
- Орден Октябрьской Революции (1986)
- Орден Дружбы (10 апреля 1995)
- Государственная премия Российской Федерации за 1996 год — за новые принципы регулирования селективности хроматографических систем и создание сорбционных материалов
- Почётная грамота Правительства Российской Федерации (10 ноября 1996) — за большой личный вклад в развитие электроэнергетики России и многолетний добросовестный труд
- Заслуженный энергетик Российской Федерации (25 сентября 1999)
- Премия Президента Российской Федерации в области образования за 1998 год (4 октября 1999)
- Орден Почёта (16 июля 2003)
- Премия Правительства Российской Федерации в области науки и техники за 2003 год (16 февраля 2004)
- Орден «За заслуги перед Отечеством» IV степени (30 марта 2007)
- Премия имени Г. М. Кржижановского (2015) — за цикл новых опубликованных работ о безопасности и надежности электрических станций

Отраслевые
- Знак «Отличник энергетики и электрификации СССР» (1967, 1976)
- Почётный энергетик Минэнерго СССР (1986)
- Почётный энергетик Минтопэнерго РФ (1995)
- Заслуженный работник Единой энергетической системы России (1995)
- Знак «За заслуги перед российской электроэнергетикой» (2002)

## Общественное признание
- Почётный житель городов-курортов Пятигорска и Железноводска[6]
- Имя А. Ф. Дьякова в январе 2017 года было присвоено Усть-Среднеканской ГЭС[7].
- Имя А. Ф. Дьякова носит Лицей казачества в посёлке Иноземцево[8]
- 12 августа 2021 года в МЭИ была открыта мемориальная памятная доска, посвящённая А. Ф. Дьякову (на корпусе «П»).